# Диндари
Диндари (грч. Δινδαριοι) били су илирско-келтско племе које је припадало Скордисцима. Живели су у долини Неретве у данашњој Босни и Херцеговини. После римске победе над Скордисцима подигли су град Диндариорум (лат. Dindariorum), који такође помиње и Плиније Старији, а који се вероватно налазио у области Скелана у близини Сребренице.